# Торчинська сільська рада
Торчинська сільська рада — колишня адміністративно-територіальна одиниця та орган місцевого самоврядування у Потіївському, Радомишльському, Черняхівському і Коростишівському районах Малинської і Волинської округ, Київської й Житомирської областей Української РСР та України з адміністративним центром у с. Торчин.

## Населені пункти
Сільській раді були підпорядковані населені пункти:
- с. Торчин

## Населення
Відповідно до результатів перепису населення СРСР, кількість населення ради станом на 12 січня 1989 року становила 1 000 осіб.
Станом на 5 грудня 2001 року, відповідно до перепису населення України, кількість мешканців сільської ради становила 810 осіб.

## Склад ради
Рада складалася з 12 депутатів та голови.

### Керівний склад сільської ради
| ПІБ                    | Основні відомості                                                                           | Дата обрання | Дата звільнення |
| ---------------------- | ------------------------------------------------------------------------------------------- | ------------ | --------------- |
| Фльорко Ольга Петрівна | Сільський голова, 1969 року народження, освіта, Всеукраїнське об'єднання «Батьківщина»      | 26.03.2006   | 31.10.2010      |
| Фльорко Ольга Петрівна | Сільський голова, 1969 року народження, освіта вища, Всеукраїнське об'єднання «Батьківщина» | 31.10.2010   |                 |

Примітка: таблиця складена за даними джерела

## Історія
Створена 1923 року в с. Торчин Горбулівської волості Радомисльського повіту Київської губернії. На вересень 1924 року в підпорядкуванні значився хутір Романівка, який на 1 жовтня 1941 року не перебував на обліку населених пунктів.
Станом на 1 вересня 1946 року сільська рада входила до складу Потіївського району Житомирської області, на обліку в раді перебувало с. Торчин.
На 1 січня 1972 року сільська рада входила до складу Коростишівського району Житомирської області, на обліку в раді перебувало с. Торчин.
12 червня 2019 року територію ради та с. Торчин приєднано до складу новоутвореної Старосілецької сільської територіальної громади Коростишівського району Житомирської області.
Входила до складу Потіївського (7.03.1923 р.), Радомишльського (21.01.1959 р., 4.01.1965 р.), Черняхівського (30.12.1962 р.) та Коростишівського (7.01.1963 р., 5.02.1965 р.) районів.